# Stonehenge
Stonehenge là một công trình tượng đài cự thạch thời kỳ đồ đá mới và thời kỳ đồ đồng gần Amesbury ở Anh, thuộc hạt Wiltshire, 13 km về phía bắc Salisbury. Tọa độ địa lý 51°10′44,85″B 1°49′34,13″T / 51,16667°B 1,81667°T .
Công trình này bao gồm các công sự bằng đất bao quanh một vòng đá, là một trong những địa điểm tiền sử nổi tiếng thế giới. Các nhà khảo cổ cho rằng các cột đá này được dựng lên từ khoảng 2500-2000 trước Công nguyên dù các vòng đất xung quanh được xây dựng sớm hơn, khoảng 3100 năm trước Công nguyên.
Khu vực này và khu vực xung quanh đã được UNESCO công nhận là Di sản thế giới năm 1986.

## Từ nguyên học
Từ điển tiếng Anh Oxford trích từ bảng chú giải thuật ngữ cổ của Elfric từ thế kỉ thứ 10, henge-cliff có nghĩa là "vách đứng", một hòn đá treo hoặc hỗ trợ, mặc dù Stanheng (không xa so với Salis bury) được công nhận bởi nhà văn từ thế kỉ 11 là "những hòn đá bổ sung". William Stukeley vào năm 1740 cho biết, "Những tảng đá rủ xuống bây giờ gọi là những khớp nối ở Yorshire...Tôi không nghi ngờ gì, Stonhenge ở Saxon có ý nghĩa là các hòn đá treo." Stonehenge Complete của Christopher Chippindale cho biết sự bắt nguồn của cái tên Stonehenge là từ một từ ngữ tiếng Anh cổ stān có nghĩa là "đá", và henge có nghĩa là "bản lề" (vì các thanh dầm cửa đá bản lề trên đá thẳng đứng) hoặc hen(c)en có nghĩa là "treo" hoặc "giá treo cổ" hoặc "nhạc cụ của tra tấn". Giống kiến trúc gồm các tảng đá dựng đứng của Stonhenge, giá treo cổ thời trung cổ bao gồm 2 trụ đứng với một thanh ngang, thay vì chữ L ngược quen thuộc ngày nay.
Phần chia các "khớp nối" đã cho biết của nó cho một lớp các di tích được biết đến như các khớp nối. Các nhà khảo cổ học xác định các khớp nối như những nền đất bao gồm một hình tròn được rào lại cùng một rãnh bên trong. Như thường có trong thuật ngữ khảo cổ học, đây là một di tích, và Stonehenge không thực sự là một khớp nối như cái đê bên trong cái rãnh của nó. Tuy là đương đại với những khớp nối từ thời đồ đá thật và vòng tròn đá, Stonehenge không điển hình trong nhiều cách - ví dụ, cao hơn 24m,, kiến trúc gồm 2 thanh đá dựng đỡ một thanh đá nằm ngang còn tồn tại của nó hỗ trợ thanh dầm cửa tổ chức tại địa điểm với lỗ mông và khớp, làm cho nó trở nên độc đáo.

## Lịch sử

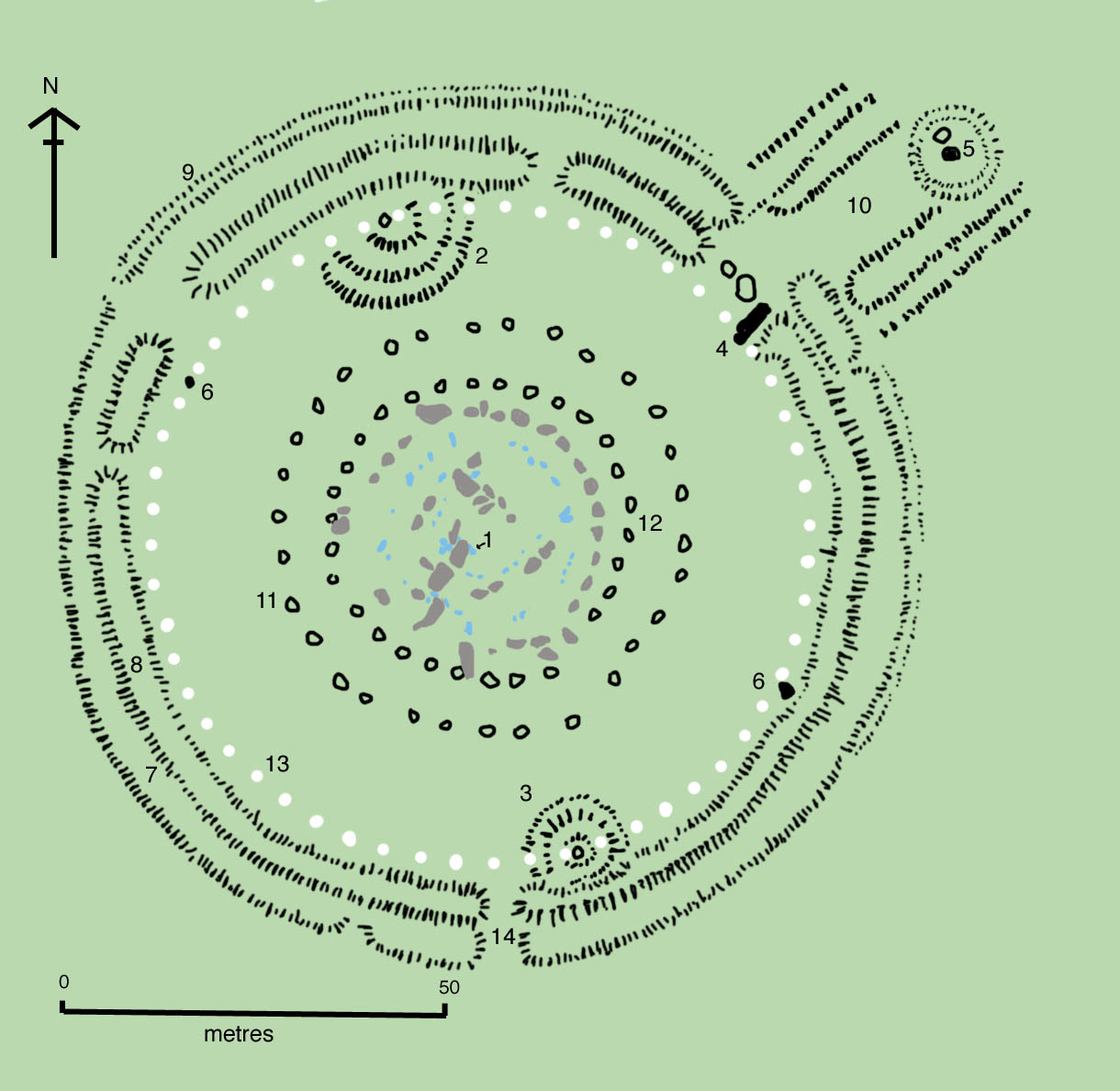
Bản đồ của Stonehenge vào năm 2004

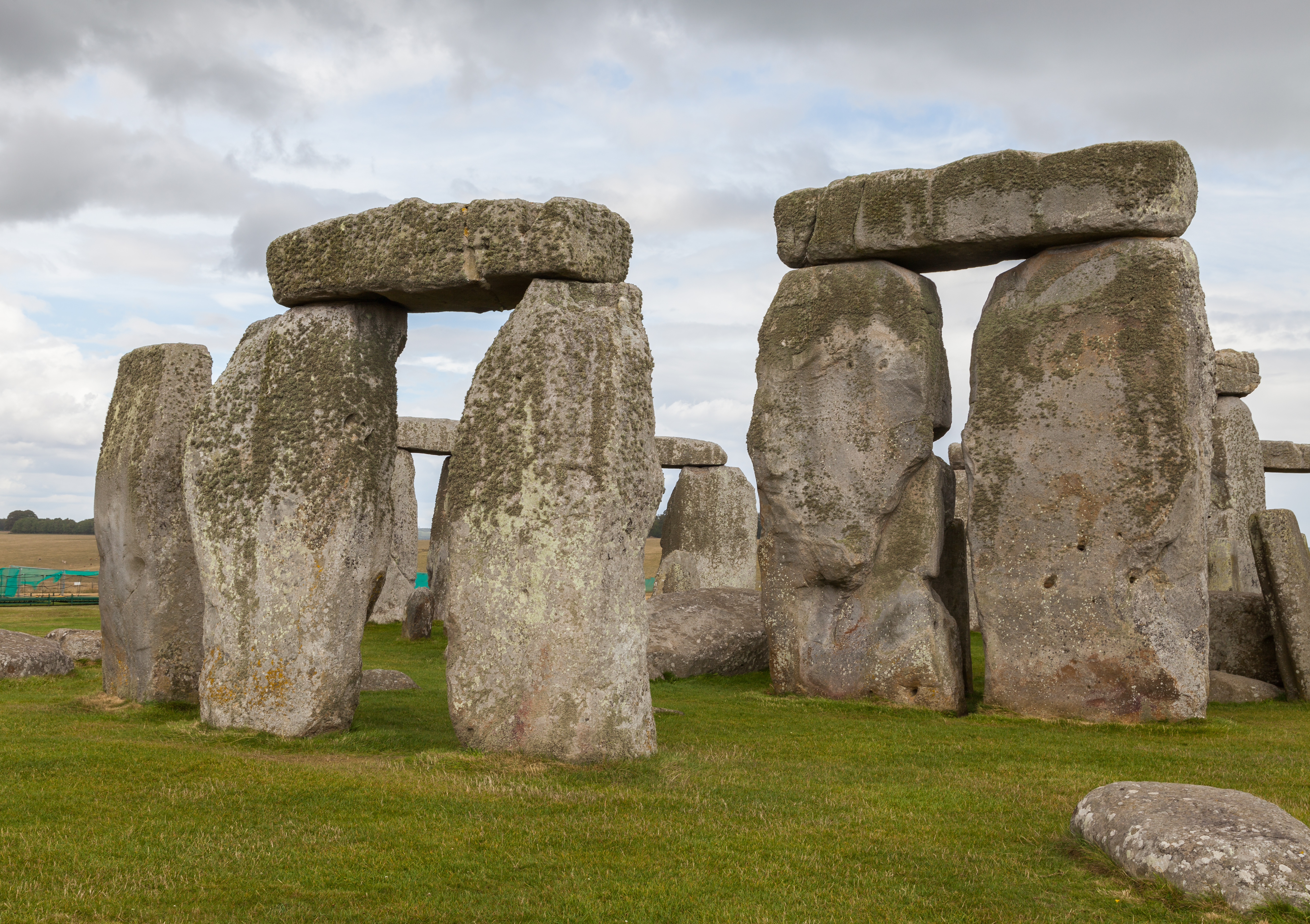

Mike Parker Pearson, lãnh đạo của dự án Riverside Stonehenge, nhấn mạnh rằng Stonehenge dường như đã có liên quan tới các ngôi mộ ngay từ khi nó xuất hiện:
"Stonehenge là nơi chôn cất ngay từ khi xuất hiện cho tới thời kì huy hoàng của nó vào khoảng giữa thiên niên kỉ thứ 3 trước công nguyên. Hoạt động hoả táng bắt đầu từ thời kì khối sa thạch của Stonehenge chỉ là một trong nhiều cách sử dụng của tượng đài giai đoạn sau này và chứng minh rằng nó vẫn là lãnh thổ của người chết."
Sự tiến triển của Stonehenge trong nhiều giai đoạn xây dựng kéo dài trong ít nhất 1500 năm. Có những bằng chứng của việc xây dựng quy mô lớn trong và xung quanh tượng đài rằng có lẽ kéo dài thời gian của khu cảnh quan tới 6500 năm.
Nhiều nhà học giả tin rằng Stonhenge đã từng được hoàn thành như một tượng đài tráng lệ. Điều này không thể được chứng minh bởi một nửa số đá đã bị mất tích, và nhiều lỗ đặt đá chưa bao giờ được tìm thấy. Tìm hiểu và những hiểu biết của các giai đoạn khác nhau của hoạt động phức tạp là do sự xáo trộn của tự nhiên từ ảnh hưởng của thời kì cận băng hà và động vật đào bới. Giai đoạn hiện đại với các nhà khảo cổ thường đồng ý với điều này.

### Trước khi hoàn thành (trước năm 8000 trước công nguyên)
Các nhà khảo cổ học đã tìm thấy bốn, hoặc có thể là 5 lỗ trụ có từ thời kì đồ đá giữa (một cái có thể đã bị một cây che), được cho là vào khoảng năm 8000 trước công nguyên, dưới một nơi đỗ xe du lịch hiện đại. Những cột trụ này được dựng nên quanh một cây thông có đường kính 0,75m được dựng lên và cuối cùng bị mục nát. 3 trong số các cột trụ được xếp theo phía đông-tây mà có thể là có ý nghĩa nghi lễ; không đường song song nào được biết tới ở Anh vào thời điểm đó nhưng cũng giống như ở Scandinavi. Salisbury Plain sau đó vẫn còn rừng nhưng khoảng 4000 năm sau, vào giai đoạn đầu của thời kì đồ đá mới, con người xây một bờ đắp cao ở Robin Hood's Ball và những gò đất là các ngôi mộ dài ở xung quanh. Trong khoảng năm 3500 trước công nguyên, một tượng đài với kiến trúc bằng đất với hai tường thành xung quanh được xây với độ cao 700m về phía bắc như là những người nông dân đầu tiên bắt đầu dọn sạch cây và phát triển khu vực.

### Stonehenge 1 (khoảng năm 3100 trước công nguyên)
Tượng đài đầu tiên bao gồm một ụ đất hình tròn và một rãnh rào xung quanh được làm từ cuối kỉ phấn trắng, có đường kính khoảng 110m, cùng một lối vào rộng theo hướng đông bắc và một cái nhỏ hơn ở phía nam. Nó nằm trên một bãi cỏ rộng và dốc. Những người xây dựng đã đặt xương của bò và hươu ở dưới rãnh này, cũng như một số viên đá lửa để làm việc. Những người chôn chúng đã đôi lúc phải chăm sóc chúng trước khi chôn. Cái rãnh được kéo dài nhưng cũng bị đào ở một số chỗ. Các phần được đào lên từ cái rãnh được chồng lên thành ụ đất. Giai đoạn đầu được dự báo vào khoảng năm 3100 trước công nguyên, sau đó cái rãnh bắt đầu bị chèn lên. Trong cạnh bên ngoài của khu vực bao quanh có một vòng tròn với 56 lỗ, mỗi lỗ có đường kính khoảng 1m, được biết đến là lỗ Aubrey sau khi John Aubrey, sau khi nhà sưu tầm đồ cổ vào thế kỉ 17 này được cho là người đầu tiên phát hiện ra chúng. Các lỗ có thể có chứa các thanh gỗ tạo thành một vòng tròn gỗ, mặc dù chưa có bằng chứng khai quật của chúng. Một cuộc khai quật gần đây cho thấy rằng những chiếc hố Aubrey ban đầu được dùng để dựng nên một vòng tròn đá xanh. Nếu đúng như vậy, nó có thể là nơi sớm nhất được biết đến cấu trúc đá sớm nhất tại nơi này trong khoảng 500 năm. Một ụ đất nhỏ bên ngoài rãnh cũng có thể có trong thời kì này.

### Stonehenge 2 (khoảng năm 3000 trước công nguyên)
Bằng chứng của giai đoạn 2 không còn tồn tại. Những chiếc lỗ trụ có vào đầu thiên niên kỉ thứ 3 trước công nguyên gợi ý rằng một số cấu trúc gỗ đã được xây bao quanh suốt thời kì này. Các thanh gỗ được đặt ở cửa vào phía đông bắc, và một số cột trụ song song hướng vào trong cửa vào phía Nam. Những lỗ trụ nhỏ hơn các lỗ Aubrey, chỉ có đường kính khoảng 0,4m, và ít được đặt hơn nhiều. Các ụ đất được giảm chiều cao một cách có chủ đích và các rãnh tiếp tục bị chèn. Ít nhất 25 lỗ Aubrey được biết là có chứa sau đó, việc xâm nhập và hoả táng bắt đầu diễn ra 2 thể kỉ sau khi kì quan này được dựng nên. Có vẻ như bất kì chức năng ban đầu nào của các lỗ đều được thay thế để trở thành nơi chôn cất vào giai đoạn 2. Hơn 30 cuộc hoả táng được diễn ra ở rãnh xung quanh và một số khác ở các điểm khác của khu vực, chủ yếu ở nửa phía đông. Stonehenge nên được hiểu là có chức năng như một nơi để hoả táng vào thời kì này, nơi được biết đến hoả táng sớm nhất trong các quần đảo ở Anh. Xương của những người chưa được hoả táng cũng được tìm thấy tại các rãnh bị lấp đầy. Những bằng chứng có được từ các đồ gốm từ cuối thời kì đồ đá đã được tìm thấy đều có sự liên quan với thời kì này.

### Stonehenge 3 thời kì I (khoảng năm 2600 TCN)

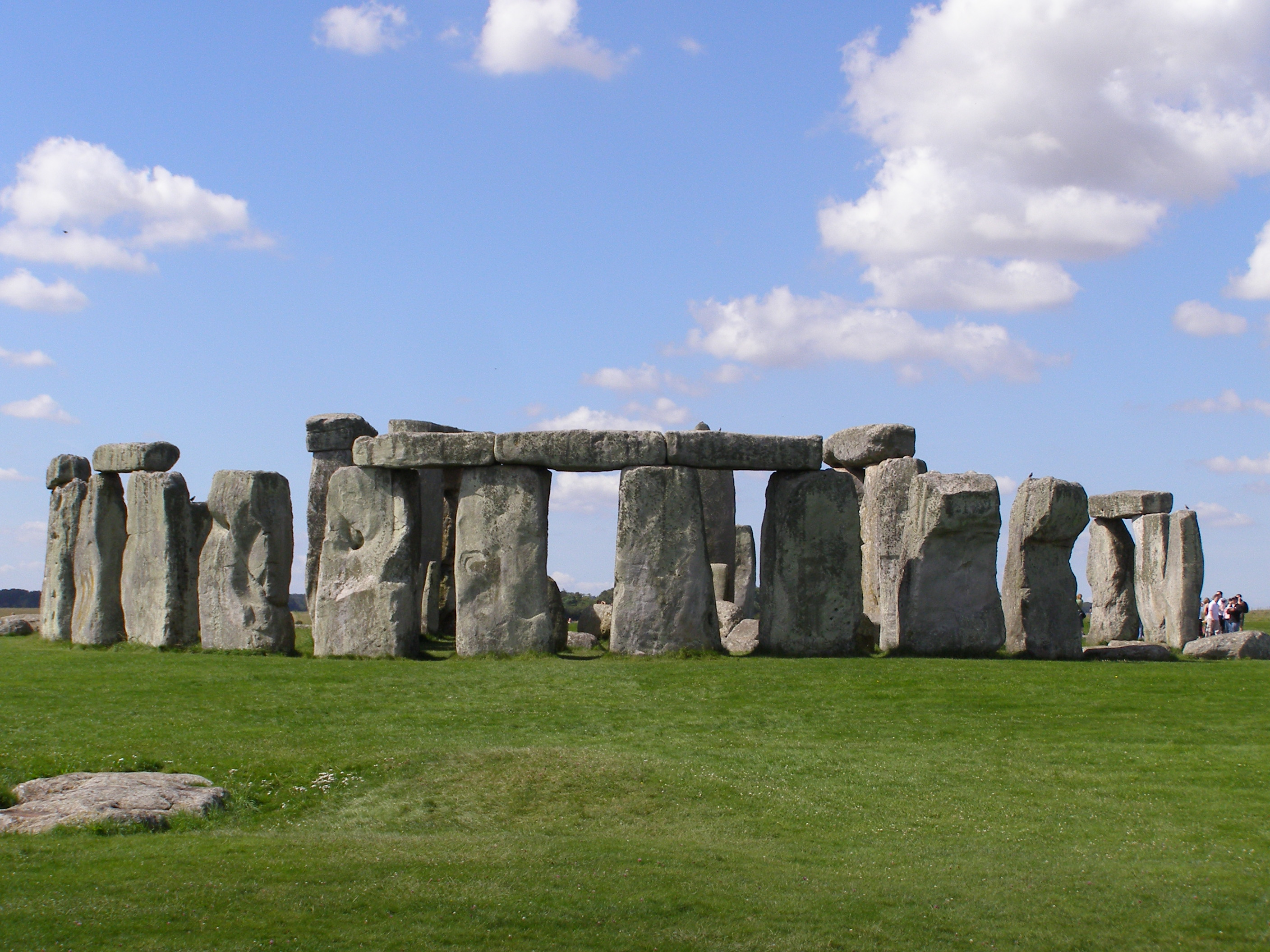
Stonehenge từ phía đông bắc vào năm 2007 với 'khối đá Slaughter' ở cận cảnh

Các nhà khảo cổ học đã chỉ ra rằng vào khoảng năm 2600 TCN, các nhà xây dựng đã thích dùng gỗ hơn là đá và đào 2 mảng đồng tâm của lỗ (lỗ Q và lỗ R) ở trung tâm của khu vực. Các lỗ cắm đá chỉ có một phần được biết (vì thế bằng chứng hiện nay đôi khi được miêu tả như hình thành "hình lưỡi liềm"); tuy nhiên, họ có thể vẫn còn một vòng đôi. Các lỗ thể hiện 80 tảng đá đứng (thể hiện màu xanh trên bản đồ), chỉ 43 trong số chúng vẫn còn tới ngày nay. Những tảng đá xanh (một số được làm từ dolerit, một loại đá lửa), được nhiều người nghĩ tới vào thế kỉ 20 là được chuyển bởi con người từ Preseli Hills, cách thành phố ngày nay là Pembrokeshire ở Wales 250 km. Một lý thuyết gần đây cũng được ủng hộ, đó là chúng được mang tới gần khu vực hơn nhiều từ những mảng băng trôi. Những khối đá đứng khác cũng từng là những khối sa thạch nhỏ, về sau được dùng làm rầm đỡ. Những khối đá nặng gần 4 tấn này bao gồm phần lấn là dolerite từ kỉ Ordovician nhưng bao gồm những chất khác như là riolit, đá tạo thành từ tro núi lửa và tro tàn đá vôi; tổng cộng có khoảng 20 loại đá khác nhau có ở đây. Mỗi khối đá cao khoảng 2m, sâu từ 1m tới 1,5m và dày khoảng 0,8m. Đây là những thứ được biết đến như đá thời, gần như chắc chắn là bắt nguồn từ hoặc Carmarthenshire hoặc Brecon Beacons và có thể đã đứng như một khối đá đơn lẻ rộng.

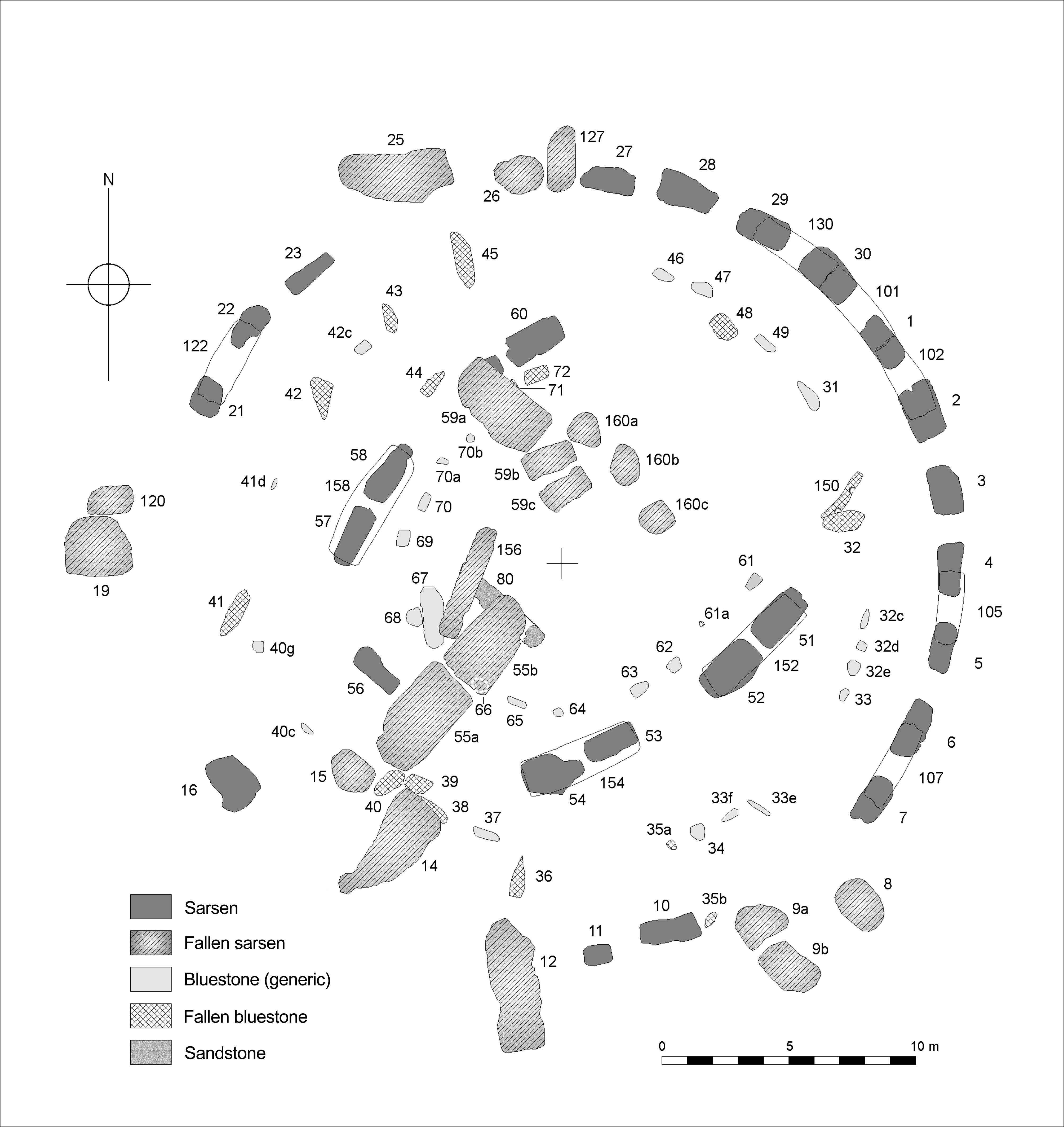
Bản đồ của kiến trúc đá trung tâm ngày nay. Sau Johnson vào năm 2008

Cửa phía Tây Bắc vào lúc này đã được mở rộng, với kết quả là nó kết hợp một cách chính xác hướng của bình minh và những tia nắng vào giữa mùa đông. Giai đoạn này của kì quan bị bỏ dở, tuy nhiên; những khối đá nhỏ dường như bị loại bỏ và lỗi Q và R bị lấp lại một cách có chủ ý. Mặc dù vậy, kì quan này dường như đã bị lu mờ trước sự quan trọng của Avebury vào cuối giai đoạn này.
Khối Heelstone, một loại sa thạch ở kỉ thứ ba, cũng có thể đã được dựng lên bên ngoài lối vào trong giai đoạn này. Nó không có ngày cụ thể và có thể lắp đặt vào bất kì lúc nào ở g iải đoạn 3. Ban đầu nó được đi kèm với một hòn đá thứ hai, không lâu sau hòn đá đó bị mất tích. Hai, hoặc có thể là ba, cổng đá lớn đã được thiết lập ở lối vào phía Tây Nam, trong đó chỉ có một khối đá Slaughter bị đỏ, dài 4.9m, hiện vẫn còn. Điểm đặc biệt khác, được dựng nên một cách lỏng lẻo vào giai đoạn 3, bao gồm bốn Trạm đá (Station Stone), 2 trong số chúng đứng trên đỉnh gò (cái thứ 2 và 3). Những cái gò được biết đến là những "nấm mồ" mặc dù chúng không dùng để chôn. Stonehenge Avenue, một cặp rãnh song song và ụ đất kéo dài 3 km tới sông Avon, cũng được thêm vào. Hai rãnh giống Rãnh Heelstone bao quanh Heelstone (về sau được giảm thành một khối đá đơn lẻ) về sau cũng được đào xung quanh Trạm Đá.

### Stonehenge 3 giai đoạn II (khoảng năm 2600 đến 2400 TCN)
Trong giai đoạn hoạt động tiếp theo, một khối lượng lớn 30 tảng đá sa thạch ở thể Oligocene và Miocene (màu xám trên bản đồ) đã được đem đến đây. Chúng có thể tới từ một mỏ đá, khoảng 40 km về phía bắc của Stonehenge trên Marlborough Downs, hoặc chúng có thể được góp nhặt từ một "bãi rác" sa thạch. Những hòn đá được trang trí với những lỗ mộng và những chiếc mộng nối với nhau trước khi 30 hòn đá được dựng thẳng đứng với đường kính tổng cộng là 33m, với một vòng gồm 30 thanh dầm đá nằm trên đỉnh. Những chiếc dầm được lắp với nhau theo phương pháp gia công gỗ, những cái lưỡi và những cái rãnh được nối với nhau. Mỗi khối đá đứng cao khoảng 4,1m, rộng 2,1m và nặng khoảng 25 tấn. Mỗi khối đá rõ rằng được làm với hiệu ứng thị giác cuối cùng trong tâm trí.